# 103220 Kwongchuikuen
103220 Kwongchuikuen è un asteroide della fascia principale. Scoperto nel 1999, presenta un'orbita caratterizzata da un semiasse maggiore pari a 2,6754157 UA e da un'eccentricità di 0,1889896, inclinata di 9,86114° rispetto all'eclittica.